# Dead Poets Society
Dead Poets Society (bra: Sociedade dos Poetas Mortos; prt: Clube dos Poetas Mortos) é um filme estadunidense de 1989 do gênero drama, dirigido por Peter Weir, escrito por Tom Schulman e estrelado por Robin Williams.
Recebeu 4 indicações ao 62.º Oscar, incluindo os de melhor filme, melhor diretor, melhor roteiro original e melhor ator, alcançando o prêmio de melhor roteiro original. 

## Elenco
| Ator/Atriz          | Personagem         |
| ------------------- | ------------------ |
| Robin Williams      | John Keating       |
| Ethan Hawke         | Todd Anderson      |
| Robert Sean Leonard | Neil Perry         |
| Allelon Ruggiero    | Stephen Meeks Jr.  |
| Gale Hansen         | Charlie Dalton     |
| Josh Charles        | Knox Overstreet    |
| Dylan Kussman       | Richard S. Cameron |
| James Waterston     | Gerard Pitts       |
| Norman Lloyd        | Sr. Nolan          |
| Kurtwood Smith      | Sr. Perry          |
| Carla Belver        | Sr.ª Perry         |
| Leon Pownall        | McAllister         |
| George Martin       | Dr. Hager          |
| Matt Carey          | Hopkins            |

## Recepção da crítica
Sociedade dos Poetas Mortos detém uma taxa de aprovação de 84% e uma classificação média de 7.28 de 10 no Rotten Tomatoes com base em 57 avaliações. O consenso crítico do site diz: "Afetar as performances do elenco jovem e uma virada genuinamente inspiradora de Robin Williams concede as principais honras do drama da escola preparatória de Peter Weir". O filme possui uma pontuação de 79 em 100 no Metacritic com base em 14 críticas, indicando "críticas geralmente favoráveis".  Audiências consultadas pelo CinemaScore deram ao filme uma nota rara "A +".

## Produção

### Desenvolvimento
Peter Weir estava ansioso para dar sequência a suas duas grandes estreias nos Estados Unidos com Harrison Ford, A Testemunha e A Costa do Mosquito, com uma comédia romântica estrelada por Gérard Depardieu no papel de um francês que se casa por conveniência com uma estadunidense, Green Card. Na época, Depardieu estava sendo muito requisitado devido ao sucesso de seu drama provençal Jean de Florette, e Weir foi avisado de que teria de esperar um ano para poder contar com Depardieu.
No final de 1988, Weir se encontrou com Jeffrey Katzenberg na Disney (que produziria o filme via Touchstone Pictures). Katzenberg sugeriu que Weir lesse um roteiro recentemente recebido. No voo de volta a Sydney, Weir se encantou com o roteiro e, seis semanas depois, estava em Los Angeles recrutando o elenco principal do filme.
O roteiro foi escrito por Tom Schulman, baseado em suas experiências na Academia Montgomery Bell, em Nashville, no Tennessee, especialmente com seu professor Samuel Pickering. No manuscrito original de Schulman, Keating adoece, e morre lentamente de linfoma de Hodgkin. Uma cena o mostra no seu leito de morte no hospital. Essas ideias foram removidas do roteiro a pedido de Weir, que as considerou desnecessárias. Além disso, segundo Weir, elas tirariam a atenção do público em relação às ideias defendidas por Keating.
Versões iniciais do roteiro também sugerem que a principal paixão dos alunos seria a dança, e não a poesia, e que o título do filme seria "Sultões do suingue", e que o filme focaria mais em Keating do que nos alunos. Mas essas ideias foram logo descartadas.
As filmagens começaram no inverno de 1988, e aconteram no colégio de Santo André e no teatro Everett, em Middletown (Delaware), assim como na vizinha Wilmington (Delaware). Durante as filmagens, Weir pediu, ao elenco mais jovem, que não falasse gírias, mesmo quando a câmera não estivesse ligada.

### Elenco
Liam Neeson conseguiu, originalmente, o papel de Keating, antes que Weir ocupasse a direção no lugar de Jeff Kanew. Outros atores considerados foram Dustin Hoffman, Tom Hanks e Mickey Rourke.

## Principais prêmios e indicações
Óscar 1990 (Estados Unidos)
- Venceu na categoria de Melhor Roteiro Original.
- Recebeu indicação nas categorias de Melhor Filme, Melhor Diretor e Melhor Ator (Robin Williams).

Globo de Ouro 1990 (Estados Unidos)
- Recebeu quatro indicações nas categorias de Melhor Filme – Drama, Melhor Diretor, Melhor Ator - Drama (Robin Williams) e Melhor Roteiro.[14]

Prêmio César 1991 (França)
- Venceu na categoria de Melhor Filme Estrangeiro.

BAFTA 1990 (Reino Unido)
- Venceu na categoria de Melhor Filme e Melhor Trilha Sonora.
- Indicado nas categorias de Melhor Ator (Robin Williams), Melhor Diretor, Melhor Edição e Melhor Roteiro Original.

Prêmio David di Donatello 1990 (Itália)
- Venceu na categoria de Melhor Filme Estrangeiro.

Sindacato Nazionale Giornalisti Cinematografici Italiani 1990 (Itália)
- Venceu na categoria de Melhor Diretor de Filme Estrangeiro.

Political Film Society 1990 (Estados Unidos)
- Recebeu o prêmio Democracia.

Writers Guild of America 1990 (Estados Unidos)
- Venceu na categoria de Melhor Roteiro Escrito Diretamente para Cinema.